# ترانه شرقی (فیلم)
ترانه شرقی اولین فیلم بلند سینمایی احسان صدیقی است. فیلم داستان یک زوج سالمند را روایت می‌کند که پس از سال‌ها با فراموشی که برای «رخساره»پروانه معصومی رخ می‌دهد زندگی‌شان دچار تغییر می‌شود. «احمد»کریم اکبری مبارکه برای نگهداری از همسرش دچار مشکلاتی می‌شود و این موضوع ادامه داستان فیلم را رقم می‌زند. در این فیلم علاوه بر پروانه معصومی و کریم اکبری مبارکه، نازنین فراهانی و رضا پایروند نیز نقش آفرینی کرده‌اند. احسان صدیقی در جشنواره‌های داخلی و خارجی حضور موفق داشته‌است. نمایش فیلم سینمایی ترانه شرقی در بخش بین‌الملل چهل و ششمین دوره جشنواره بین‌المللی فیلم رشد (۱۳۹۵) موفق به دریافت بهترین کارگردانی گردید.